# Schloss Schönborn (Göllersdorf)

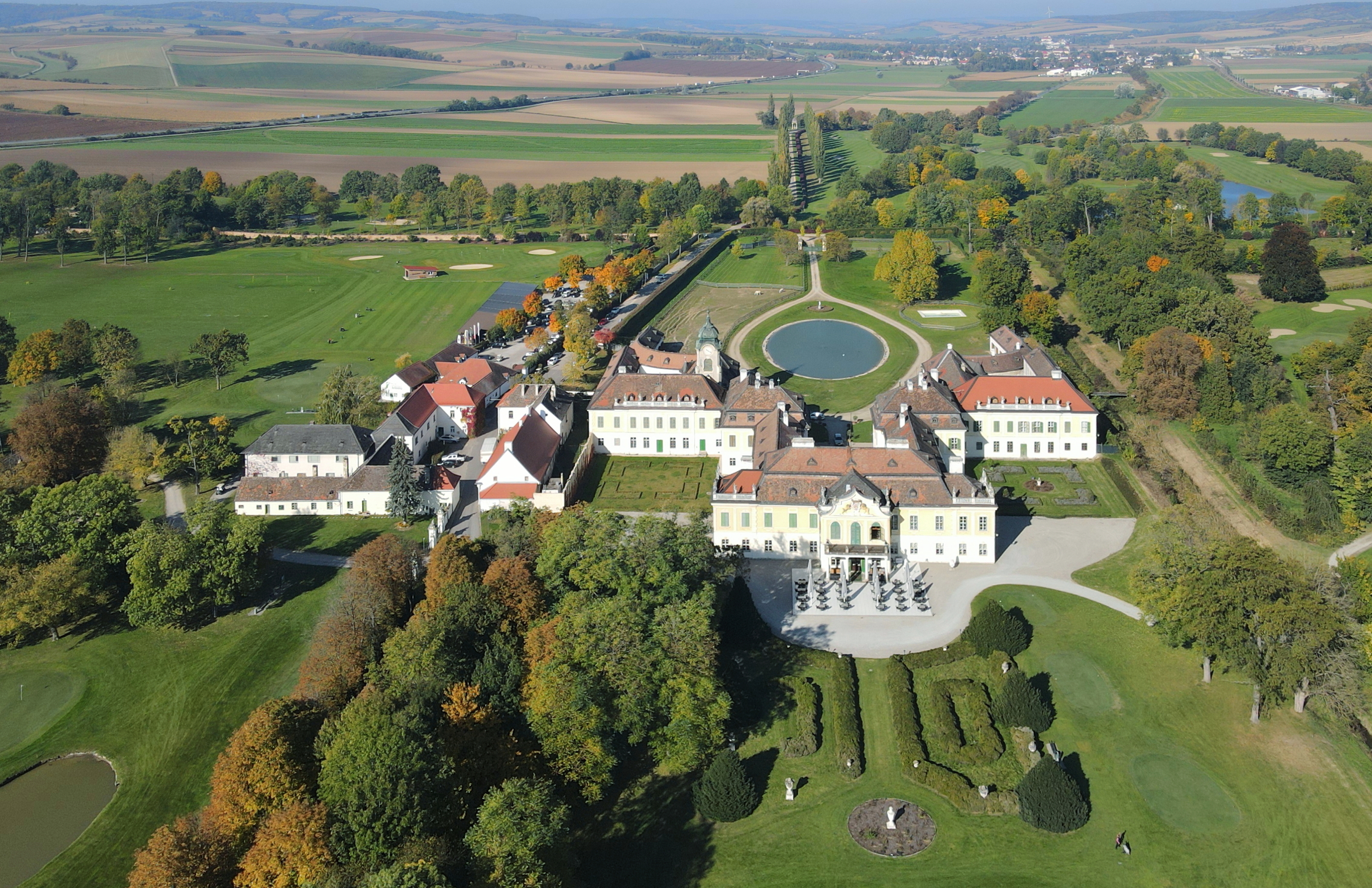
Luftaufnahme des Schlosses

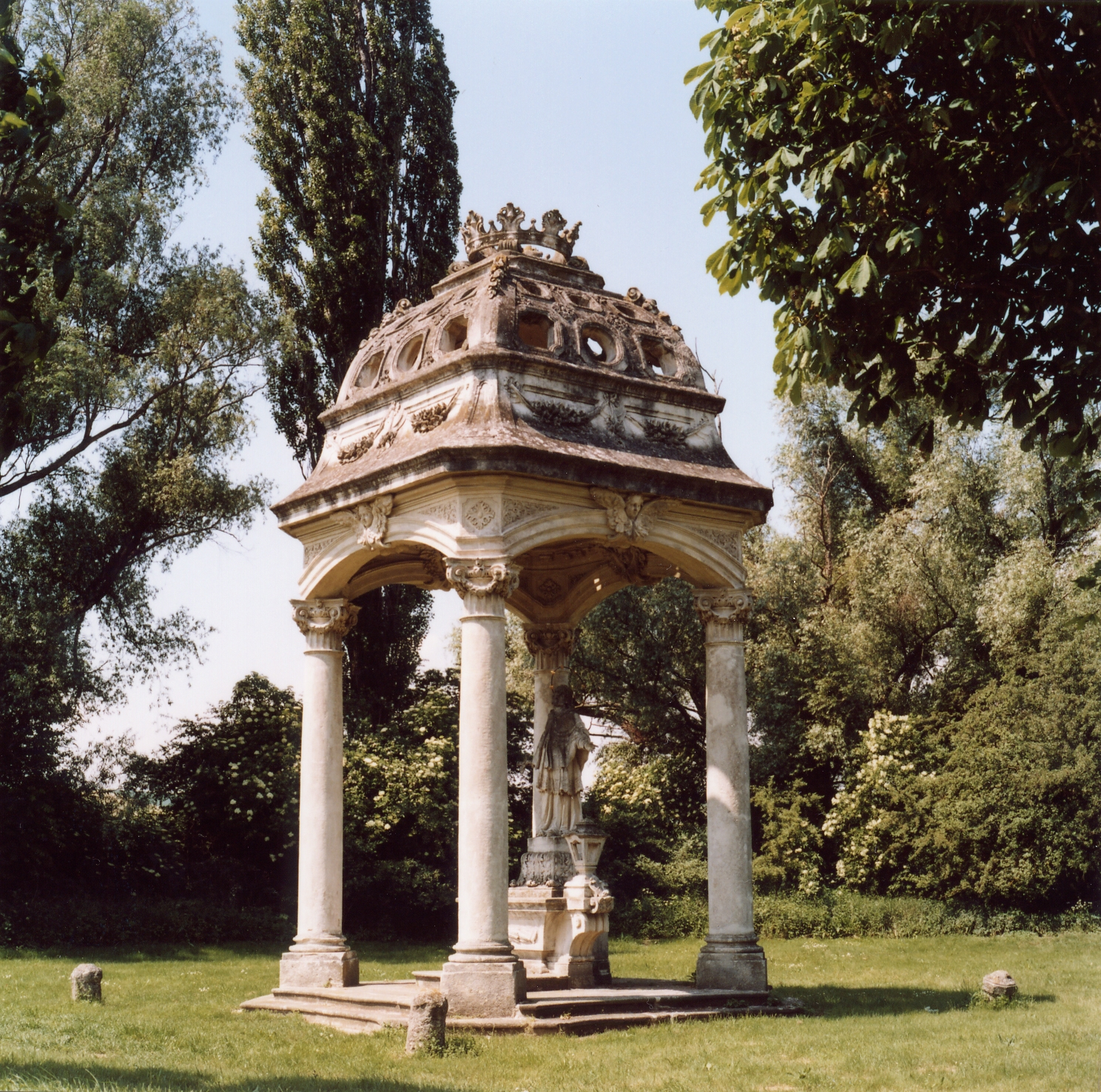
Johannes Nepomuk-Kapelle im Schlosspark

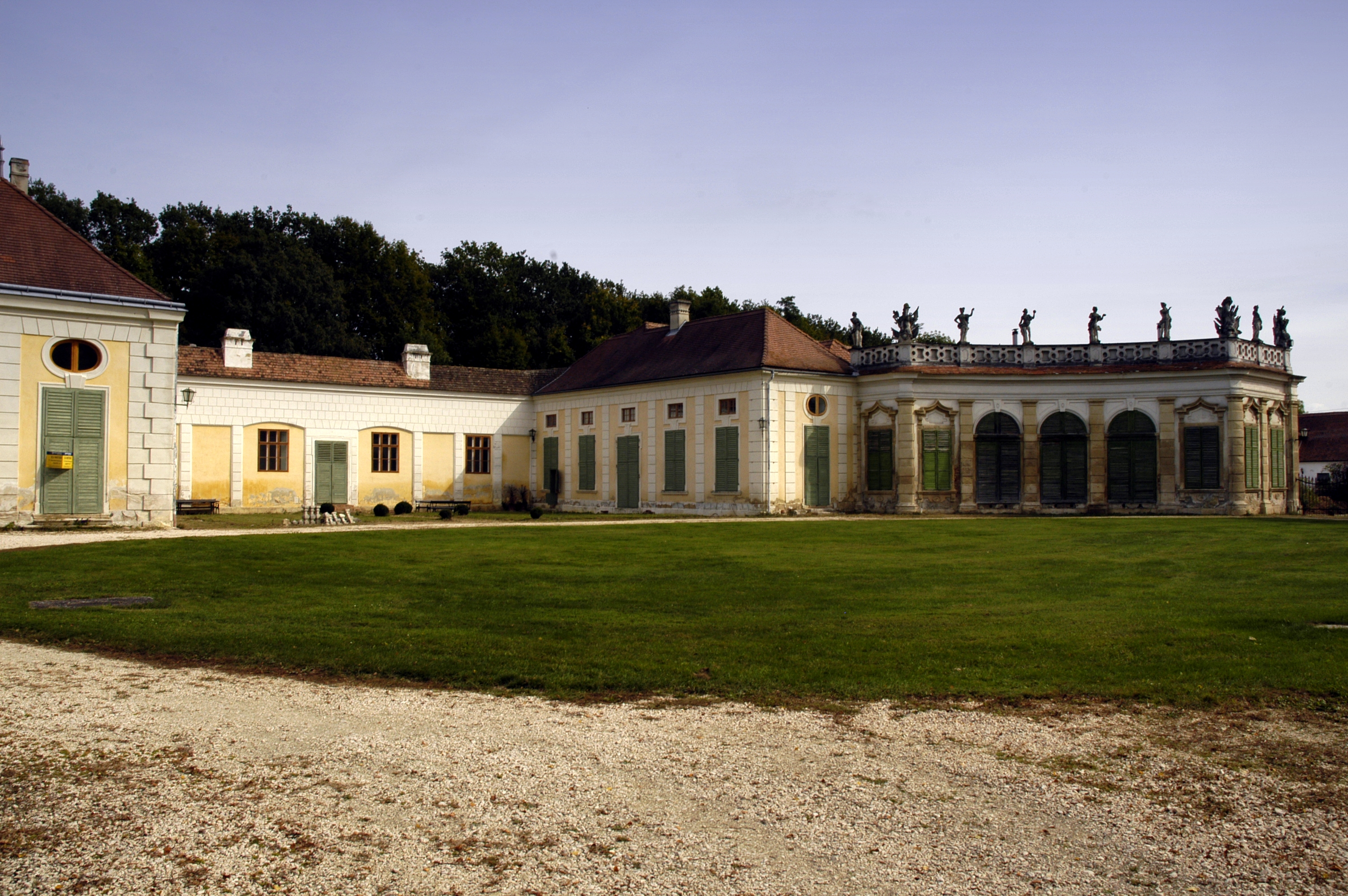
Die Orangerie im Südosten des Schlossparkes

Schloss Schönborn ist ein barockes Schloss südöstlich der Marktgemeinde Göllersdorf und nordöstlich der Stadt Stockerau im Bezirk Hollabrunn in Niederösterreich, 25 km nördlich von Wien.

## Geschichte
Melchior Friedrich Graf von Schönborn-Buchheim, kaiserlicher und kurmainzischer geheimer Rat und Vizedomus zu Aschaffenburg, wo er den Schönborner Hof errichten ließ, erwarb 1710 auf Vermittlung seines Sohnes Friedrich Carl von Schönborn, des damals in Wien lebenden Reichsvizekanzlers, von den (bald darauf erloschenen) Grafen von Puchheim (oder Buchheim) die Herrschaften Göllersdorf, Mühlberg und Aspersdorf in Niederösterreich. Das vorhandene Renaissanceschloss mit spätmittelalterlichem Kern wurde jedoch nicht mehr lange genutzt; heute dient es als Justizanstalt Göllersdorf.
Das neue Schloss Schönborn wurde in den Jahren 1712 bis 1717 als Sommersitz für Friedrich Carl Graf von Schönborn erbaut. Er lebte in Wien, wo er als Amtssitz 1717–1719 die Geheime Hofkanzlei (das heutige Bundeskanzleramt) errichten ließ; er beaufsichtigte 1723–1730 auch den Neubau des Reichshofkanzlei-Traktes der Wiener Hofburg, wo er zumeist wohnte. Außerdem ließ er sich privat den Blauen Hof in Laxenburg neu gestalten und erbaute in Wien 1706 das Palais Schönborn (Laudongasse); 1715 erwarb er auch die Herrschaft Weyerburg. 1740 gestaltete er sich das Palais Schönborn-Batthyány in der Wiener Renngasse um. 1729 wurde er zum Bischof von Bamberg gewählt und 1734 auch zum Fürstbischof von Würzburg. Erst Jahre später verließ er Wien und zog in seine Bistümer, wo er die Würzburger Residenz hatte vollenden und 1733–1745 das Schloss Werneck hatte errichten lassen.
An der Stelle des neuen Schlosses befand sich zuvor die Veste Mihlberg. Baumeister Johann Lucas von Hildebrandt errichtete eine Dreiflügelanlage mit weitläufigem Schlosspark, Orangerie und Schlosskapelle. Ein Pavillon der Orangerie wurde 1715 mit Fresken von Jonas Drentwett ausgestaltet. Salomon Kleiner fertigte seinerzeit Zeichnungsserien der Gestaltung der Anlage zu Dokumentationszwecken. Im Schlosspark errichtete Hildebrandt 1729–1733 eine Johannes-Nepomuk-Kapelle. Von den originalen Raumdekorationen des Schlosses ist wenig erhalten.
Erbe des Fürstbischofs als Majoratsherr wurde sein Neffe Eugen Erwein Graf von Schönborn-Buchheim zu Heussenstamm (1727–1801), der in Wien lebte und das Schloss vernachlässigte. Da er keinen Sohn hatte, fiel das österreichische Majorat sowie die fränkische Grafschaft Heusenstamm an den Sohn eines Cousins, Hugo (1739–1817). Dieser lebte im Schönborner Hof (Mainz), auf den fränkischen Schlössern Wiesentheid, Pommersfelden und in Wien und nutzte das Schloss ebenfalls kaum. Erst als seine Söhne sich die Besitzungen aufteilten, entstand mit Franz Philipp Graf von Schönborn-Buchheim (1768–1841) die österreichische Linie der Familie Schönborn, die noch heute das Schloss besitzt.
Bei Kriegsende 1945 hatte die Familie das meiste Inventar des Schlosses nach Westen verlegt und war selbst in St. Gallenkirch im Montafon. Nur die alte Gräfin Elise blieb zurück, sie starb Anfang Juli. Das Kunsthistorische Museum Wien verlagerte viele Wertgegenstände in die oberen Räume des Schlosses. Während der letzten Wochen des Krieges, als die Front nur wenige Kilometer entfernt war, dienten viele Räume als Lazarett für die deutsche Wehrmacht. 18 deutsche und zwei russische Soldaten wurden im Fasangarten begraben. Einheiten der SS und der russischen Armee haben geplündert.
Das Schloss wurde prachtvoll renoviert.
Der Schlosspark, eine eigenwillige Anlage von Hildebrandt und Maximilian von Welsch, hat eine Größe von circa 104 Hektar mit teilweise altem Baumbestand. Im Park steht auch die Nepomuk-Kapelle, ebenfalls ein Werk von Hildebrandt. Der Park gehört trotz des Umbaues zum Golfplatz zu den bedeutenden gartenarchitektonischen Denkmalen Österreichs und ist im Denkmalschutzgesetz genannt (Nr. 22 im Anhang zu § 1 Abs. 12 DMSG).

### Bedeutung
Schloss Schönborn ist der Nachfolgebau der alten Buchheimschen Mühlburg und hat daher das Wesen eines Adelssitzes. Das neu erstellte Schloss des Reichsvizekanzlers gibt aufgrund seiner äußeren und inneren Ausstattung den repräsentativen Rahmen für eine Hofhaltung. Hierfür sprechen die Räume im Inneren des Schlosses, der Hauptsaal, das Treppenhaus, die Galerien, die Vorräume und die Appartements. Entsprechend dem Vorbild der großen fürstlichen Residenzen bestimmt eine dem Rang nach geregelte Abfolge der Zimmer die Einteilung im Inneren des Schlosses. Der Residenzanspruch ist durch die Anordnung der Zimmer des Schlossbaues und die damit verbundene Bezugnahme auf Schloss Clagny bei Versailles zum Ausdruck gebracht. In ähnlicher Weise war Schloss Schönborn als Residenz des Grafen Schönborn angelegt, nicht als eine offizielle Residenz des Reichsvizekanzlers.
Neben der Funktion eines „Herrenhauses mit Gutsbewirtschaftung“ und der Residenz steht dem Grafen Schloss Schönborn vor allem auch als Privat- und Jagdschloss zur Verfügung, wofür Fasanerie und die dazuzählenden Gärten Zeugnisse sind. Friedrich Carl hielt in Göllersdorf nicht Hof als Inhaber des Reichskanzleiamtes, sondern als Privatperson.

### Umbau
Mit dem Erwerb der Herrschaft war Friedrich Carl von Schönborn endgültig der Einstieg in den österreichischen Adel gelungen. Ein solcher Status musste beibehalten und durch Bewahrung alter Traditionen und der Pflege der überkommenen Herrschaftssitze erhalten werden. Deshalb fanden auch die Grundmauern der ehemaligen Mühlburg Eingang in den Umbau zum Schloss und wurden in den Grundriss eingegliedert. Auch durch diese Berücksichtigung setzte der Graf dem österreichischen Adel entsprechend sein architektonisches Monument.
Im Baubefund sind die Mauerreste durch ihre erhöhte Stärke erkennbar. Der eng und beklemmend wirkende Innenhof steht in einem groben Missverhältnis zu dem sonst so breit angelegten äußeren Schlosshof. Hildebrandt hatte zwei verschiedene Pläne für Schloss Göllersdorf gezeichnet, welche in der Literatur als Projekte I und II bekannt sind. Projekt I stellte eine moderne Flügelanlage mit zwei Stockwerken dar. Die Hoffront sollte durch eine breit angelegte und risalitartige Gestaltung für die Hofanlage bestimmend sein. Stallungen sollten vom eigentlichen Schloss getrennt sein und sich um einen verselbständigten äußeren Schlosshof legen.
Waren es einerseits finanzielle und wirtschaftliche Überlegungen, die eine Umsetzung von Projekt I verhinderten, so war der ausschlaggebende und bedeutendere Grund das Traditionsbewusstsein der Grafen von Schönborn, ältere Bauteile des Vorgängerbaues in die Umgestaltung mit einzubeziehen.
Das zur Ausführung gelangte Projekt II übernahm die Grundrissposition des inneren Hofes der alten Mühlburg. Damit kommt der Anspruch einer zeitgemäßen und großzügigen Schlossanlage und eines Herrschaftssitzes zum Ausdruck.
Im Herbst 1712 war das Gebäude wiederhergestellt, seine Innenarchitektur neu gegliedert und mit einem neuen Dach versehen. Im Sommer 1713 waren die Stuckaturarbeiten im Saal beendet, bis in den Herbst wurden weitere zwölf Räume mit Stuckatur versehen. An den dreiflügeligen Kernbau wurden zwei Pavillons angefügt. Für die innere Ausschmückung des Schlosses waren die Fresken in der Sala terrena im Juli 1714, in der Kapelle und in der Bibliothek im Juni 1715 von Jonas Drentwett gemalt worden.
Im Herbst 1716 war das Schloss vollendet und die Maurer wurden zum Bau der Orangerie herangezogen. Diese weitläufige Anlage stammt ebenfalls von Hildebrandt selbst, ist das Hauptwerk der Gartenarchitektur und bildet selbst ein kleines Ensemble, das die Anlage des Hauptgebäudes wiederaufnimmt. Sie liegt auf leicht erhöhtem Terrain. Es handelt sich um eine rechteckige Anlage von eingeschoßigen Bauten, die zwei Höfe umschließen.
Ein nicht datierter Stich der Schönbornschen Schlossprospekte zeigt, dass der Schlossbau in seiner gegenwärtigen Erscheinung in zumindest zwei Bauabschnitten entstanden ist. Die dreiflügelige Anlage erscheint nur durch Torbauten mit den äußeren Flügeltrakten verbunden, die mit Tortürmen über ihren Mittelachsen viertelkreisrund ausschwingen und so das Bassin umrahmen.

## Nutzung
Das Schloss befindet sich weiterhin im Familienbesitz (Friedrich Karl Schönborn-Buchheim sen.). In den Nebengebäuden ist die Gutsverwaltung Schönborn-Buchheim untergebracht. Die Familie selbst wohnt auf Schloss Weyerburg.
Das Anwesen diente als Drehort für das Mädchenpensionat der TV-Serie Der Trotzkopf (Erscheinungsjahr: 1983) mit Anja Schüte in der Hauptrolle. Die Fernsehproduktion basiert auf den gleichnamigen Büchern Der Trotzkopf und Trotzkopfs Brautzeit von Emmy von Rhoden.
Im 104 Hektar großen Schlosspark wurde 1989 eine Golfanlage (Golfplatz Schloss Schönborn) mit 27 Löchern eröffnet, die diverse internationale Auszeichnungen errang. Zwei Drittel der Anlage befinden sich auf dem Schlossparkareal und fügen sich harmonisch in das historische Parkgelände ein. Der Golfclub Schloß Schönborn nutzt das hierfür renovierte Schloss als Clubhaus mit Restaurant.